# Lucius Valerius Potitus (consul en -449)
Pour les articles homonymes, voir Valerius Potitus.
Lucius Valerius Publicola Potitus est un homme politique romain du Ve siècle av. J.-C. qui, selon la tradition annalistique, joue un rôle actif dans les évènements qui conduisent à l'abolition du décemvirat.

## Famille
Il appartient à la gens des Valerii. Il est le fils d'un Publius, peut-être Publius Valerius Publicola, consul en 475 av. J.-C., et le petit-fils d'un Publius, peut-être Publius Valerius Publicola, consul en 509 av. J.-C. Son nom complet est Lucius Valerius P.f. P.n. Potitus.
Il est le père de Lucius Valerius Potitus, tribun consulaire en 414, 406, 403, 401 et 398 av. J.-C. et consul en 393 et 392 av. J.-C.

## Biographie

### Chute des décemvirs (450-449)
Avec Marcus Horatius Barbatus, il s'oppose au second collège des décemvirs qui bafouent le Sénat et les comices. Les deux hommes prennent la tête de l'aristocratie sénatoriale et souhaitent en appeler au peuple, ce qui provoque le retournement d'une partie des sénateurs contre eux.
Après l'épisode de Verginia, assassinée par son père pour la soustraire à la violence du président des décemvirs, Appius Claudius Sabinus, la plèbe se retire sur l'Aventin lors d'une deuxième sécession. Les plébéiens en appellent à Marcus Horatius et Lucius Valerius et acceptent de négocier à la condition que les décemvirs démissionnent. Ces derniers sont contraints d'abdiquer et tentent de quitter Rome.

### Consulat (449)

#### Promulgation desLeges Valeriae Horatiae
La même année, en 449 av. J.-C., Marcus Horatius et Lucius Valerius sont tous deux élus consuls. Ils font voter les Leges Valeriae Horatiae qui rétablissent l'appel au peuple, l'inviolabilité des tribuns et donnent force de loi aux plébiscites. Les décemvirs sont condamnés quant à eux à l'exil,. Les deux consuls font graver la loi dite « des Douze Tables » sur des plaques de bronze qui sont affichées dans un lieu public.
Les deux consuls de 449 av. J.-C. portent les mêmes noms que les consuls de l'année 509 av. J.-C., Publius Valerius Publicola et Marcus Horatius Pulvillus. Cette similarité, ajoutée au fait que les consuls de 449 rétablissent des lois qui auraient été, selon la tradition, promulguées à l'instigation de Publius Valerius Publicola, rendent l'authenticité de ce consulat et des mesures associées douteuse.

#### Guerre contre les Èques et les Volsques
Les Èques, les Volsques ainsi que les Sabins prennent à nouveau les armes contre Rome, espérant peut-être profiter des troubles civils. Marcus Horatius Barbatus prend le commandement d'une armée et marche contre les Sabins tandis que Lucius Valerius part affronter les Èques et les Volsques.
Ces derniers réunissent leurs troupes sur le Mont Algide. Lucius Valerius agit avec prudence et refuse le combat. Les Èques et les Volsques en profitent et ravagent les territoires des Herniques et des Latins. Le consul les provoque à son tour alors qu'ils ne sont plus assez nombreux sur place pour combattre. De plus, il ordonne l'attaque avant que l'armée ennemie ait eu le temps de se ranger en ordre de bataille et avant que les pillards soient revenus. Les troupes ennemies, bien que commençant à plier, fortes de leurs victoires récentes contre les décemvirs et de leurs derniers pillages, reprennent courage et rétablissent la situation. Selon la tradition, Lucius Valerius en appelle au courage de ses hommes qui se battent pour leur liberté retrouvée et les Romains enfoncent les lignes ennemies et s'emparent d'un important butin.
De son côté, Marcus Horatius Barbatus s'apprête à combattre les Sabins quand il apprend la victoire de son collègue. Le combat s'annonce difficile mais les Romains prennent l'avantage et les deux armées consulaires retournent victorieuses à Rome. Toutefois, le Sénat romain refuse de décerner aux consuls le triomphe, ne leur pardonnant pas les mesures législatives prises, ni le fait d'avoir fait appel au peuple pour régler la crise. Mais pour la première fois dans l'histoire romaine, les comices tributes vont à l'encontre de la décision sénatoriale et leur décernent le triomphe,.

« Jamais, jusque-là, on n'avait consulté le peuple pour le triomphe. [...] les plus anciens sénateurs [s'y opposèrent] ; néanmoins toutes les tribus adoptèrent la proposition, et, pour la première fois, on décerna le triomphe par l'ordre du peuple, et sans l'autorisation du Sénat. [...] On ne verrait pas toujours des consuls comme Valerius et Horatius, préférant la liberté du peuple à leurs propres intérêts. »

— Tite-Live, Histoire romaine, III, 63-64

### Fin de carrière
Il réapparait une dernière fois en 444 av. J.-C., étant le seul avec Marcus Horatius Barbatus parmi les consulaires à ne pas assister aux réunions concernant les revendications des plébéiens qui souhaitent avoir le droit de se présenter aux élections consulaires. Finalement, après qu'une répression par la force a été proposée et approuvée par de nombreux sénateurs, c'est l'avis de Titus Quinctius Capitolinus Barbatus et Lucius Quinctius Cincinnatus qui prévaut. Une nouvelle magistrature est créée : le tribunat militaire à pouvoir consulaire.

### Auteurs antiques
- Tite-Live, Histoire romaine, Livre III, 39-64 et Livre IV, 6 sur le site de l'Université de Louvain

### Auteurs modernes
- (en) T. Robert S. Broughton, The Magistrates of the Roman Republic : Volume I, 509 B.C. - 100 B.C., New York, The American Philological Association, coll. « Philological Monographs, number XV, volume I », 1951, 578 p.